# Шалкар (Теректинский район)
Шалка́р (каз. Шалқар) — село в Теректинском районе Западно-Казахстанской области Казахстана. Входит в состав Шалкарского сельского округа. Находится примерно в 75 км к югу от районного центра, села Фёдоровка. Код КАТО — 276275300.

## Население
В 1999 году население села составляло 257 человек (129 мужчин и 128 женщин). По данным переписи 2009 года, в селе проживало 186 человек (99 мужчин и 87 женщин).